# Cascate di Riva
Le cascate di Riva (Reinbach-Wasserfälle o Reinbachfälle in tedesco), anche note come Cascate di Campo Tures (data la loro posizione nei pressi di questa località) sono situate in Alto Adige. Esse si trovano nei pressi di Campo Tures, in Valle Aurina o più precisamente in località Cantuccio (in tedesco: Winkel), a ridosso del maso Garber, all'inizio della Valle di Riva.

## Vie d'accesso

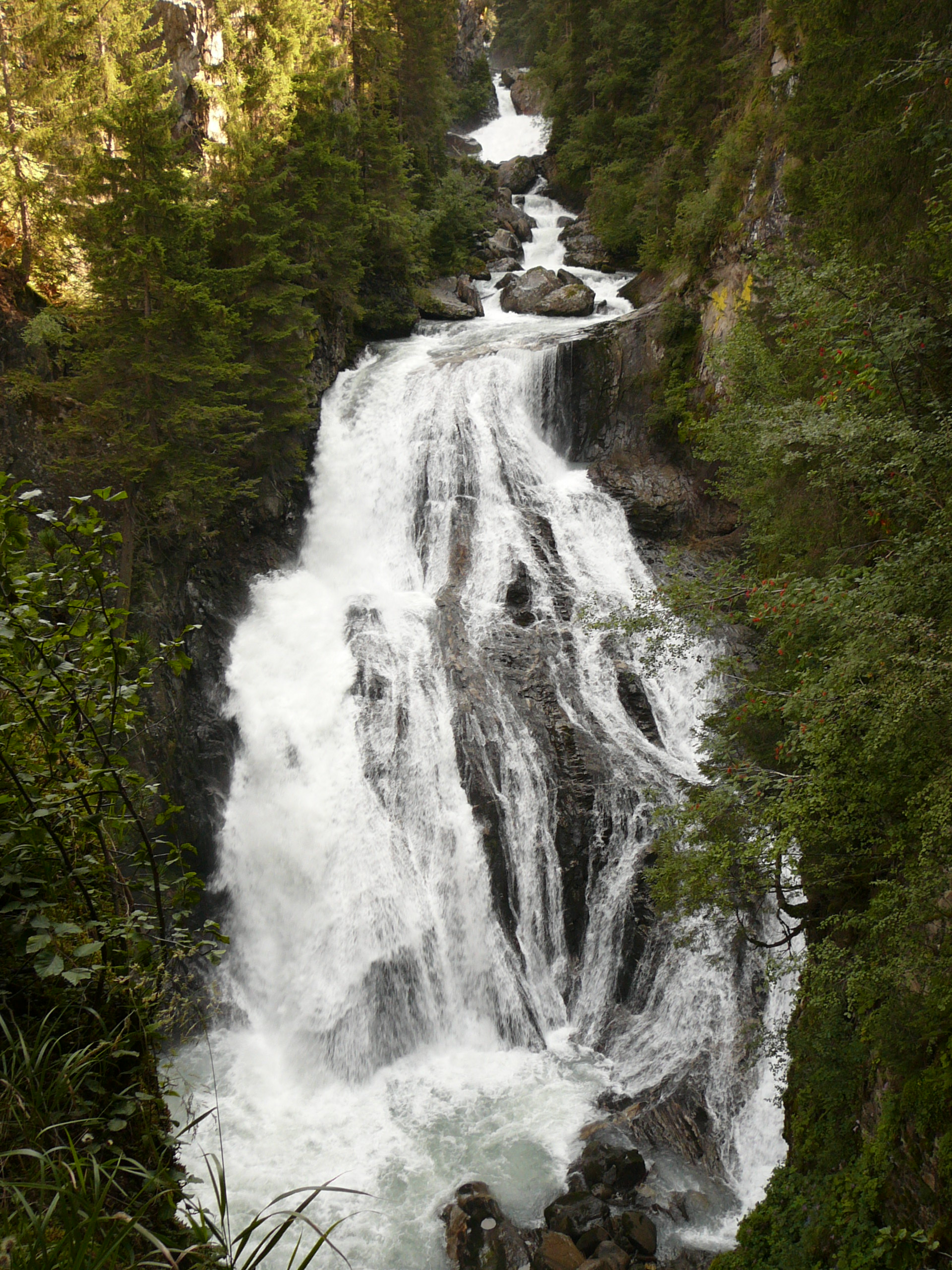
La cascata media (Mittlerer Reinbachfall)

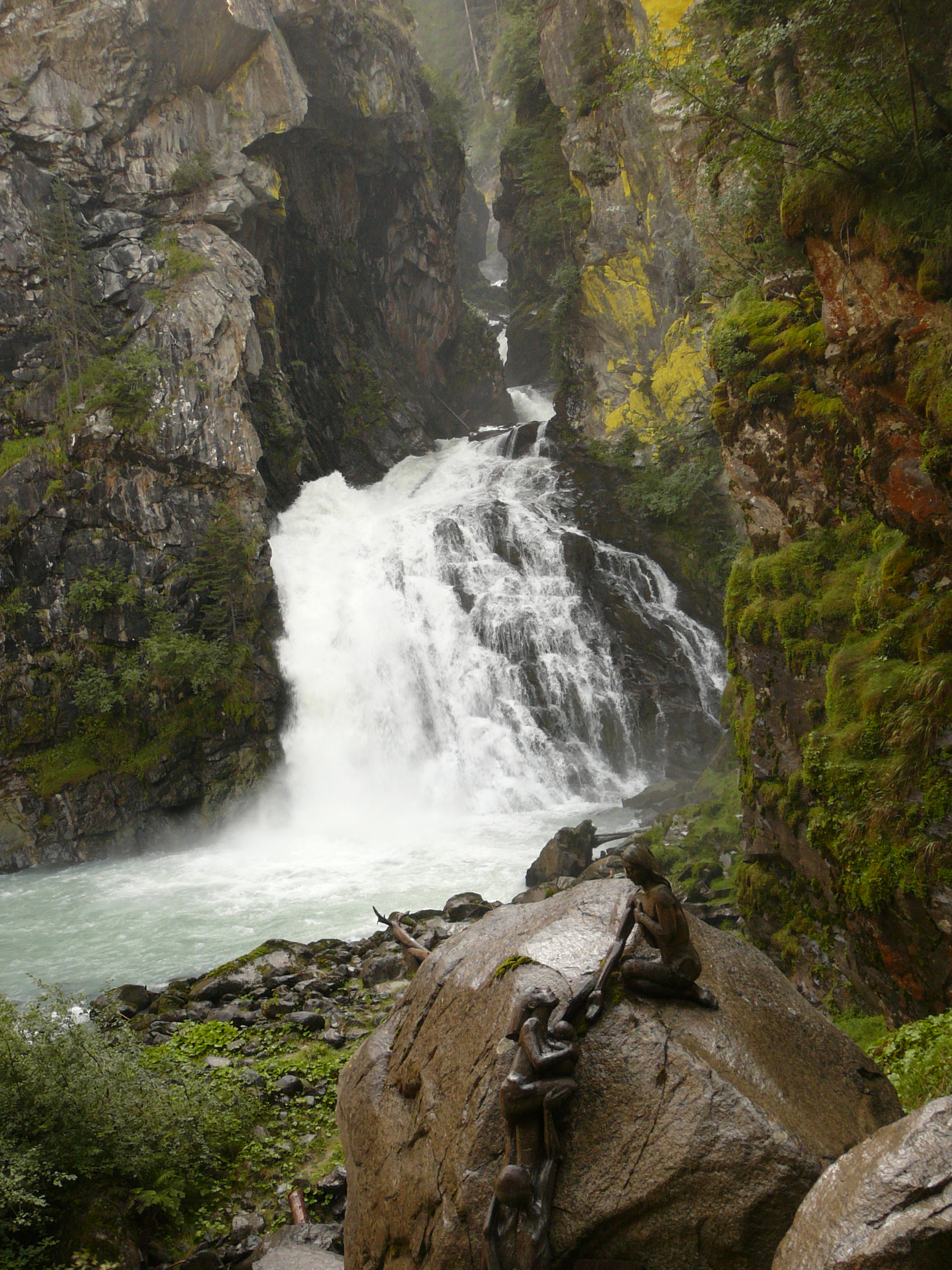
La cascata bassa (Unterer Reinbachfall)

Il sentiero per le cascate parte ad una quota di 864 metri s.l.m., nella località bagni Winkel-Cantuccio (Bad Winkel), dove si trova un parcheggio a pagamento.
Qui in realtà partono due sentieri più o meno paralleli ed in parte sovrapposti: il sentiero delle cascate, che risale il corso del torrente, e un sentiero attraverso il bosco, dedicato a San Francesco d'Assisi. Lungo questa seconda via sono presenti numerose sculture in legno che illustrano alcune frasi prese dal Cantico delle Creature, da qui il nome "Sentiero di San Francesco" (in ted. Franziskusweg).
Dopo aver risalito le cascate il sentiero termina in cima con una piccola chiesetta in granito, situata dove un tempo sorgeva il castello di Toblburg (anche noto come castel Kofel) a 1.172 metri. Per percorrere il sentiero (andata e ritorno) sono necessarie almeno 2 ore.

## Le cascate
Le cascate di Riva sono per la precisione tre, e sono formate grazie alle acque del torrente Riva (in ted. Reinbach), che si ingrossa quando il ghiacciaio delle Vedrette di Ries si sgela parzialmente.
La cascata maggiore delle tre è quella più a monte (con un salto di 42 metri, dovuta a una diramazione artificiale del torrente che è sfruttato per l'energia elettrica in località Tobl) ed è possibile osservarla da vicino anche grazie a un ponte sospeso che si attraversa per arrivare alla fine del sentiero. Invece alla base della cascata bassa (che ha un salto di 10-15 metri) si trova una composizione artistica sul tema del Cantico delle Creature.

## La cappella
Il comune di Campo Tures nel 1982 diede inizio ai lavori di restauro alla chiesetta, dove nel 1984 fu nuovamente possibile celebrare una messa, dopo molti secoli.
Grazie ad una delibera del Consiglio Comunale del comune di Campo Tures, nel 1985 la cappella fu consegnata a scopo di manutenzione al "Centro giovani del Decanato di Tures" (Jugenddienst Dekanat Taufers), ed inaugurata e dedicata , seguendo la volontà del Conte Hugo VI di Taufers del 1309, a Santa Chiara e San Francesco.
Per i gruppi che volessero utilizzare la cappella per celebrare funzioni eucaristiche o quant'altro, questa è lasciata apposta aperta giorno e notte; tuttavia è consigliato mettersi in contatto con la Parrocchia di Tures.

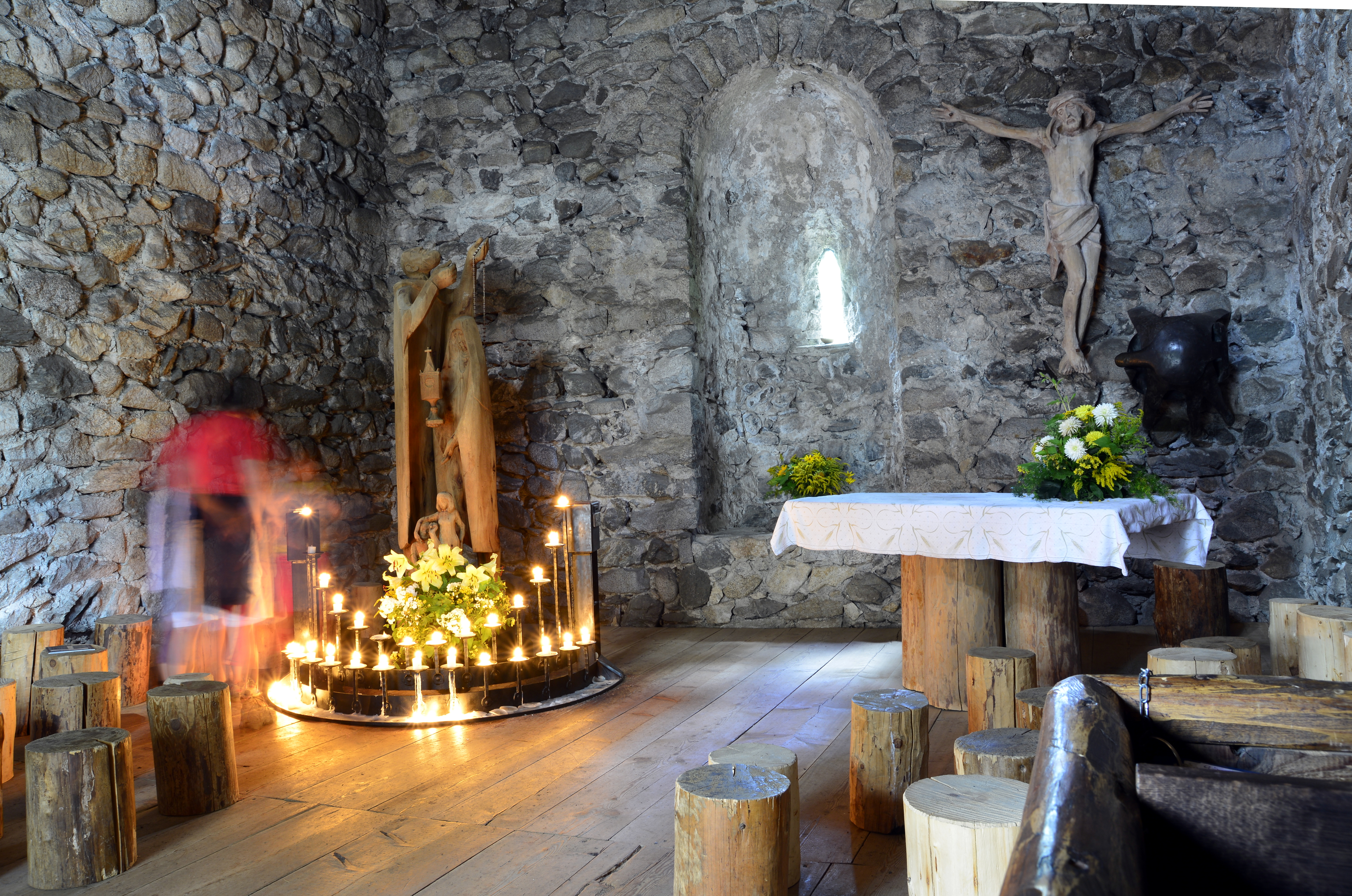
Chiesetta di San Francesco e Santa Chiara sul Kofl, piano terra

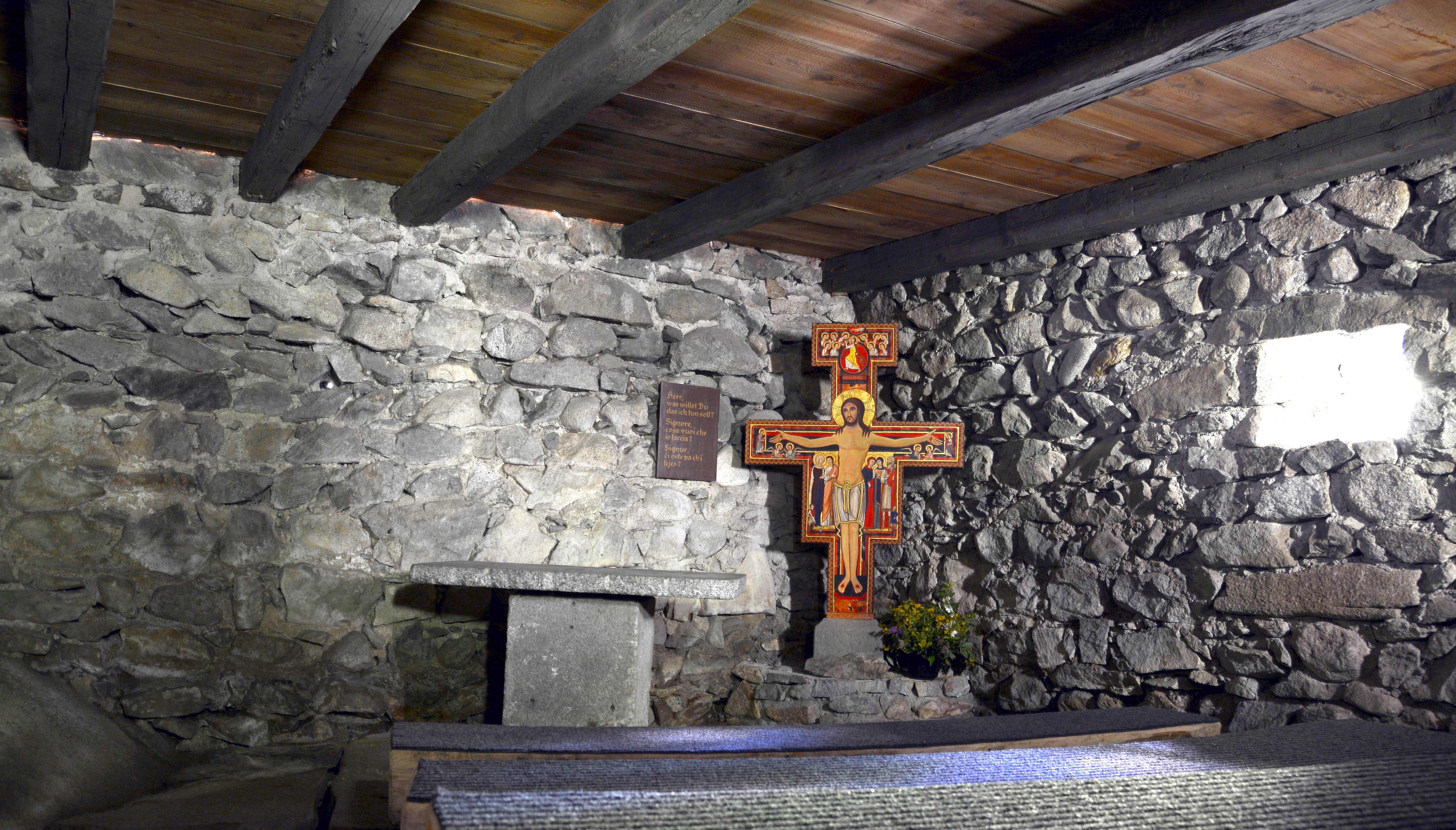
Chiesetta di San Francesco e Santa Chiara, sotterraneo